# つくばみらい市立十和小学校
つくばみらい市立十和小学校（つくばみらいしりつ じゅうわしょうがっこう）は茨城県つくばみらい市上長沼にかつて所在した市立小学校。2023年3月に市立谷原小学校と統合し、市立谷和原小学校として開校。本校は閉校した。

## 沿革
- 1886年
  - 8月22日 - 十和村立上長沼小学校開校。
  - 12月1日 - 十和村立上長沼尋常小学校に改称。
- 1889年3月21日 - 十和村立十和尋常小学校に改称。
- 1895年4月1日 - 十和村立十和尋常高等小学校に改称。
- 1924年10月13日 - 現在地に移転。
- 1941年4月1日 - 筑波郡十和村立十和国民学校に改称。
- 1947年4月 - 筑波郡十和村立十和小学校に改称。
- 1955年3月1日 - 合併により、谷和原村立十和小学校に改称。
- 1970年5月6日 - 完全給食開始。
- 1971年9月1日 - 校歌制定。
- 1973年7月1日 - プール竣工。
- 1979年3月1日 - 体育館竣工。
- 1982年3月2日 - 鉄筋永久校舎竣工。創立記念日制定。
- 1986年 - 創立100周年祭 タイムカプセル埋設
- 1999年2月23日 - コンピュータ室完成。
- 2006年 - 合併により、つくばみらい市立十和小学校に改称。
- 2023年 - 市立谷原小学校と統合し、閉校。市立谷和原小学校として開校。

## 学区
つくばみらい市のうち、押砂、上長沼、北袋、下長沼、十和、田村、樛木（つきぬき）、日川(にっかわ)、真木、箕輪が学区となっていた。
市立中学校に進学する場合の進学先は、谷和原中学校となる。

## 交通
- 首都圏新都市鉄道つくばエクスプレスみどりの駅より
  - 路線バス（関東鉄道）、｢大和橋｣下車徒歩10分
- 首都圏新都市鉄道つくばエクスプレスみらい平駅より
  - つくばみらい市コミュニティバス｢みらい号｣北西ルート｢十和小学校入口｣下車前。
- 関東鉄道常総線水海道駅より
  - 徒歩30分
  - 路線バス（関東鉄道）、｢大和橋｣下車徒歩10分